# Thelma Aldana
Thelma Esperanza Aldana Hernández, född 27 september 1955 i Gualán, är en guatemalansk jurist och politiker.
Aldana tog sin examen inom juridik vid University of San Carlos. År 2009 började hon arbeta som domare i högsta domstolen i Guatemala. Genom arbetet som domare införde hon förändringar för att stötta kvinnor som utsatts för våld genom ett antal domstolar inriktade specifikt för detta. Efter arbetet som domare gick hon vidare till landets åklagarämbete och genom detta gick hon vidare och åtalade kriminella i landet som tidigare klarat sig undan på grund av mutor och korruption. Arbetet innebar även att hon kom att åtala tre av landets tidigare presidenter genom den sanningskommission som satts ihop med stöd av FN.
Aldana tilldelades 2016 International Women of Courage Award. År 2018 tilldelades Aldana Right Livelihood-priset och under 2019 meddelade hon sin kandidatur till presidentposten i Guatemala.